# انائوکتاو، مینگین
انائوکتاو، مینگین (به لاتین: Anauktaw, Mingin) یک منطقهٔ مسکونی در میانمار است که در ناحیه زاگاین واقع شده‌است.